# Karl-Erik Mattsson
Karl-Erik Mattsson, född 1956, är en svensk kompositör och musiker. Mattsson bor i Hudiksvall och har bland annat tonsatt dikter av Karin Boye, samt skrivit Hudiksvall, du stad, som uruppfördes 2012.

## Diskografi
- 2000 – Anna Eiding, Karl-Erik Mattsson: I gräsmarkens ro: musik i folkton, jazz och klassisk musik[3]